# دوایت فاستر
دوایت فاستر (به انگلیسی: Dwight Foster) سناتور سابق عضو حزب فدرالیست بود. وی در سال ۱۸۰۰ تا ۱۸۰۳ میلادی سناتور ایالت ماساچوست در سنای ایالات متحده آمریکا بود.